# Zeitgeist: Addendum
Série
Zeitgeist: The Movie
(2007)
Pour plus de détails, voir Fiche technique et Distribution.
Zeitgeist: Addendum est un film documentaire américain à diffusion libre, produit et réalisé par Peter Joseph qui est sorti en 2008.

## Synopsis
Ce film, qui est la suite du documentaire Zeitgeist : The Movie, tente de cerner les causes principales d'une supposée corruption sociale envahissante, et d'offrir une solution. Cette dite solution n’est pas basée sur la politique, la moralité, les lois, ni aucune autre constitution, mais plutôt sur une compréhension moderne et non-superstitieuse de ce que l’on est et de notre lien à la nature auquel nous appartenons. Cette œuvre préconise un nouveau système social adapté à la connaissance moderne, notamment influencé par le travail de Jacque Fresco et du Venus Project. À la fin, le film invite à rejoindre une organisation internationale qui plaide pour la construction d'un monde durable : « le Mouvement Zeitgeist ». 
Le film est disponible sur Internet gratuitement et propose un système alternatif à la société actuelle fondé sur un Modèle Économique Basé sur les Ressources.

## Suite

### Zeitgeist: Moving Forward
Zeitgeist: Moving Forward (Aller de l’avant), a été lancé gratuitement sur internet le 26 janvier 2011. Ce troisième film documentaire développe l'idée d'une transition afin d'abandonner l'actuel paradigme socio-économique qui dirige l'ensemble des sociétés du monde.

## Fiche technique
- Titre français : Zeitgeist : Addendum
- Réalisation : Peter Joseph
- Scénario : Peter Joseph
- Pays d'origine : États-Unis
- Format : Couleurs - 35 mm - 1,78:1
- Genre : documentaire, guerre, historique
- Durée : 123 minutes
- Date de sortie : 2008

## Distribution
- Jacque Fresco : lui-même
- Roxanne Meadows : elle-même
- John Perkins : lui-même
- George Carlin : lui-même (images d'archives) (voix)
- Jiddu Krishnamurti : lui-même (images d'archives)
- Ron Paul : lui-même (images d'archives)